# Kafka (pel·lícula)
Kafka és una pel·lícula estatunidenca de 1991 dirigida per Steven Soderbergh. La pel·lícula barreja elements de la biografia de Kafka, interpretat per Jeremy Irons, amb l'univers de les seves novel·les. Els seus marcs i la utilització del blanc i negre en certes escenes recorden l'atmosfera del cinema expressionista.

## Argument
Empleat en una companyia de seguretat, Kafka porta una doble vida d'empleat i d'escriptor. Un vespre, el seu millor amic és mort en circumstàncies almenys torbadores. Intentant comprendre el que ha passat, va a trobar un grup anarquista clandestí en lluita contra una organització que té estranyes experiències...

## Repartiment
- Jeremy Irons: Kafka
- Theresa Russell: Gabriela
- Joel Grey: Burgel
- Ian Holm: El doctor Murnau
- Jeroen Krabbé: Bizzlebek
- Armin Mueller-Stahl: Grubach
- Alec Guinness: El cap Clerk
- Brian Glover: Henchman
- Keith Allen: L'ajudant Ludwig
- Simon Mcburney: L'ajudant Oscar
- Matyelok Gibbs: El conserge
- Robert Flemyng: El guardià dels fitxers

## Al voltant de la pel·lícula
- Poc després del seu premi guanyat al Festival de Cinema de Sundance el 1987 per a Sexe, mentides i cintes de vídeo, Soderbergh va confiar al productor de Barry Levinson, Mark Johnson de Baltimore Pictures, el seu interès per aquest guió escrit per Lem Dobbs que gaudia d'un cert renom en el mitjà underground, però que era sistemàticament refusat per manca de potencial comercial. El 1989, en resposta a la caiguda del Mur de Berlín, Soderbergh va abandonar el projecte en el que treballava, The Last Ship, que tenia com a tema la Guerra freda. Es va poder així dedicar al rodatge de Kafka.[1]
- El fracàs comercial de la pel·lícula va contribuir a la pèrdua de confiança dels productors amb Soderbergh a mitjans dels anys 1990.